# ماريا دولورس بوليدو
ماريا دولورس بوليدو (بالإسبانية: Maria Teresa Pulido)‏ هي منافسة ألعاب القوى إسبانية، ولدت في 1 أكتوبر 1974.

## وصلات خارجية
- ماريا دولورس بوليدو على موقع الاتحاد الدولي لألعاب القوى (الإنجليزية)